# Ouladzimir Kopats
Ouladzimir Mikalaievitch Kopats - en biélorusse : Уладзімір Мікалаевіч Копаць et en anglais : Vladimir Kopat - (né le 23 avril 1971 à Minsk en URSS) est un joueur professionnel biélorusse de hockey sur glace. Il évoluait au poste de défenseur. Il est actuellement un des entraîneurs adjoint du HK Dinamo Minsk.

## Biographie

### Carrière en club
Après avoir joué par le HK Dinamo Minsk au championnat soviétique puis avec le Tivali Minsk au championnat de Russie, Ouladzimir Kopats part jouer huit saisons en Russie, soit de 1995-1996 à 2002-2003. Lors de cette même saison, il retourne en Biélorussie et joue 2 saisons avec le Keramin Minsk, 4 saisons avec le HK Iounost Minsk puis 3 saisons avec le HK Homiel avant de se retirer de la compétition.
En 2011, il devient entraîneur-adjoint du HK Homiel. Après deux saisons derrière le banc de cette équipe, il rejoint en 2013 le Dinamo Minsk, qui évolue dans la Ligue continentale de hockey (KHL).

### Carrière internationale
Il représente la Biélorussie au niveau international. Il a représenté son pays à 12 reprises, dont 10 fois au championnat du monde.
Il fait partie de l'équipe biélorusse lors des Jeux olympiques de 2002 ayant lieu à Salt Lake City aux États-Unis. Lors des quarts de finale, les Biélorusses font face à la Suède, qui est largement favorite pour remporter ce match, et alors que le score est égale 3-3 et qu'il reste moins de trois minutes à faire au match, Kopats décoche un tir avant la ligne bleue qui frappe le masque du gardien suédois Tommy Salo. Ce dernier a tenté d'arrêter le palet en sautant et parant son visage mais le palet finit par retomber lentement vers le but. Grâce à ce but, les Biélorusses remportent le match 4-3 et accèdent en demi-finale mais terminent finalement à la quatrième place du tournoi. Cette victoire contre la Suède peut être considérée comme une des plus grandes surprises de l'histoire des Jeux olympiques.

## Statistiques

### En club
| Saison    | Équipe                 | Ligue      |    | Saison régulière | Saison régulière | Saison régulière | Saison régulière | Saison régulière |   | Séries éliminatoires | Séries éliminatoires | Séries éliminatoires | Séries éliminatoires | Séries éliminatoires |
| Saison    | Équipe                 | Ligue      | PJ | B                | A                | Pts              | Pun              | PJ               | B | A                    | Pts                  | Pun                  |                      |                      |
| 1991-1992 | HK Dinamo Minsk        | URSS       | 26 | 0                | 2                | 2                | 10               | -                | - | -                    | -                    | -                    |                      |                      |
| 1992-1993 | Tivali Minsk           | MHL        | 30 | 2                | 4                | 6                | 48               | -                | - | -                    | -                    | -                    |                      |                      |
| 1993-1994 | Tivali Minsk           | MHL        | 43 | 3                | 16               | 19               | 30               | -                | - | -                    | -                    | -                    |                      |                      |
| 1994-1995 | Tivali Minsk           | MHL        | 43 | 3                | 9                | 12               | 50               | -                | - | -                    | -                    | -                    |                      |                      |
| 1995-1996 | Avangard Omsk          | MHL        | 39 | 3                | 4                | 7                | 26               | -                | - | -                    | -                    | -                    |                      |                      |
| 1996-1997 | Torpedo Iaroslavl      | Superliga  | 31 | 4                | 2                | 6                | 34               | 9                | 0 | 2                    | 2                    | 10                   |                      |                      |
| 1997-1998 | Torpedo Iaroslavl      | EHL        | 6  | 0                | 2                | 2                | 6                | 4                | 1 | 0                    | 1                    | 0                    |                      |                      |
| 1997-1998 | Torpedo Iaroslavl      | Superliga  | 46 | 1                | 3                | 4                | 36               | -                | - | -                    | -                    | -                    |                      |                      |
| 1998-1999 | Severstal Tcherepovets | Superliga  | 39 | 2                | 3                | 5                | 36               | 2                | 0 | 1                    | 1                    | 4                    |                      |                      |
| 1999-2000 | Severstal Tcherepovets | Superliga  | 36 | 2                | 11               | 13               | 38               | 6                | 0 | 1                    | 1                    | 22                   |                      |                      |
| 2000-2001 | Severstal Tcherepovets | Superliga  | 31 | 1                | 7                | 8                | 28               | 9                | 0 | 3                    | 3                    | 6                    |                      |                      |
| 2001-2002 | SKA Saint-Pétersbourg  | Superliga  | 3  | 0                | 1                | 1                | 2                | -                | - | -                    | -                    | -                    |                      |                      |
| 2001-2002 | Neftekhimik Nijnekamsk | Superliga  | 12 | 0                | 1                | 1                | 12               | -                | - | -                    | -                    | -                    |                      |                      |
| 2002-2003 | Krylia Sovetov         | Superliga  | 8  | 0                | 0                | 0                | 8                | -                | - | -                    | -                    | -                    |                      |                      |
| 2002-2003 | Keramin Minsk          | Ekstraliga | 8  | 1                | 0                | 1                | 2                | 7                | 3 | 4                    | 7                    | 4                    |                      |                      |
| 2002-2003 | Keramin Minsk          | VEHL       | 6  | 1                | 0                | 1                | 2                | -                | - | -                    | -                    | -                    |                      |                      |
| 2003-2004 | Keramin Minsk          | Ekstraliga | 38 | 5                | 11               | 16               | 76               | 8                | 1 | 3                    | 4                    | 8                    |                      |                      |
| 2003-2004 | Keramin Minsk          | VEHL       | 29 | 0                | 12               | 12               | 28               | -                | - | -                    | -                    | -                    |                      |                      |
| 2004-2005 | HK Iounost Minsk       | Ekstraliga | 36 | 3                | 9                | 12               | 18               | 12               | 0 | 7                    | 7                    | 2                    |                      |                      |
| 2005-2006 | HK Iounost Minsk       | Ekstraliga | 58 | 3                | 16               | 19               | 98               | 11               | 0 | 4                    | 4                    | 16                   |                      |                      |
| 2006-2007 | HK Iounost Minsk       | Ekstraliga | 47 | 8                | 22               | 30               | 74               | 9                | 0 | 0                    | 0                    | 10                   |                      |                      |
| 2007-2008 | HK Iounost Minsk       | Ekstraliga | 5  | 0                | 1                | 1                | 10               | -                | - | -                    | -                    | -                    |                      |                      |
| 2007-2008 | HK Homiel              | Ekstraliga | 21 | 0                | 9                | 9                | 53               | -                | - | -                    | -                    | -                    |                      |                      |
| 2008-2009 | HK Homiel              | Ekstraliga | 39 | 4                | 17               | 21               | 52               | 8                | 1 | 3                    | 4                    | 8                    |                      |                      |
| 2009-2010 | HK Homiel              | Ekstraliga | 34 | 4                | 15               | 19               | 50               | -                | - | -                    | -                    | -                    |                      |                      |

### En équipe nationale
| Année | Équipe      | Compétition             |   | PJ | B | A | Pts | Pun                                      |  | Résultat |
| 1994  | Biélorussie | Championnat du monde C  | 6 | 0  | 1 | 1 | 16  | Deuxième place du mondial C groupe A     |  |          |
| 1995  | Biélorussie | Championnat du monde C  | 4 | 0  | 1 | 1 | 6   | Première place du mondial C groupe A     |  |          |
| 1996  | Biélorussie | Championnat du monde B  | 7 | 1  | 1 | 2 | 16  | Troisième place du mondial B             |  |          |
| 1999  | Biélorussie | Championnat du monde    | 6 | 0  | 0 | 0 | 6   | Neuvième place                           |  |          |
| 2000  | Biélorussie | Championnat du monde    | 6 | 0  | 0 | 0 | 4   | Neuvième place                           |  |          |
| 2001  | Biélorussie | Qualification olympique | 3 | 0  | 0 | 0 | 0   | Deuxième place du groupe A               |  |          |
| 2001  | Biélorussie | Championnat du monde    | 6 | 0  | 1 | 1 | 2   | Quatorzième place                        |  |          |
| 2002  | Biélorussie | Jeux olympiques         | 8 | 1  | 1 | 2 | 4   | Quatrième place                          |  |          |
| 2002  | Biélorussie | Championnat du monde D1 | 5 | 1  | 2 | 3 | 4   | Première place de la division 1 groupe A |  |          |
| 2003  | Biélorussie | Championnat du monde    | 5 | 0  | 0 | 0 | 2   | Quatorzième place                        |  |          |
| 2005  | Biélorussie | Championnat du monde    | 6 | 0  | 0 | 0 | 0   | Dixième place                            |  |          |
| 2006  | Biélorussie | Championnat du monde    | 6 | 1  | 1 | 2 | 12  | Sixième place                            |  |          |